# Micro-Folie (Sevran)
Pour les articles homonymes, voir Micro-Folie (homonymie).
La Micro-Folie de Sevran est un lieu culturel français qui s'appuie sur le réseau des Micro-Folies du parc de la Villette. Située dans le quartier des Beaudottes, à Sevran dans le département de la Seine-Saint-Denis, elle existe depuis 2017.

## Histoire
La Micro-Folie est un équipement culturel et numérique imaginé par Didier Fusillier, situé à proximité de la gare des Beaudottes et du collège Évariste Galois.
Lieu destiné aux échanges culturels et professionnels, sa programmation donne également accès à la culture par une approche virtuelle de célèbres musées tels que le musée du Louvre ou le musée d'Orsay. C’est aussi un lieu de vie destiné à la créativité.
L'établissement est constitué d'une « tente, semi-rigide, dessinée par l’agence H20, érigée à deux minutes de la station de RER, dans laquelle un monde artistique se révèle par la magie du numérique. ». Il occupe l’espace laissé vacant par un ancien parking.
Le lieu est inauguré en 2017, par le maire de Sevran, Stéphane Gatignon, et par la ministre de la Culture, Audrey Azoulay. 
La fréquentation au cours des mois suivants connaît une augmentation constante, on compte par exemple 25 000 visiteurs en 2018. 

### Composition de la Micro-Folie
La Micro-Folie Sevran comporte trois grands espaces, qui, chacun, remplissent une tâche différente : 
- le « Fab lab », musée numérique, « espace [qui] se transforme en scène pour accueillir spectacles et concerts, professionnels et amateurs » ;
- « L’Atelier »
- le « Little Folie », espace de jeux pour les enfants et coin lecture[6].

La Micro-Folie est également un lieu qui permet la réalisation de projet, surtout en ce qui concerne la micro-entreprise.